# Rhoda Kalema
Rhoda Nakibuuka Nsibirwa Kalema (* 10. Mai 1929 in Kampala; † 3. August 2025 in Nairobi) war eine ugandische Politikerin. Von Juni 1979 bis Mai 1980 war sie Kulturministerin und von 1989 bis 1999 Staatsministerin. Als erste gewählte ugandische Abgeordnete galt sie als „Mutter des Parlaments“.

## Leben
Rhoda Nakibuuka Nsibirwa wurde am 10. Mai 1929 in Kampala geboren. Sie war das 13. von 25 Kindern von Owekitiibwa Martin Luther Nsibirwa und wuchs im Butikkiro auf dem Mengo-Hügel auf. Ihr Vater amtierte von 1929 bis 1941 als Katikkiro (Premierminister) des ugandischen Königreiches Buganda. Nach einer weiteren Ernennung wurde ihr Vater 1945 vor der Namirembe-Kathedrale ermordet, da er Landverkäufe für den Ausbau des Makerere College befürwortet hatte. Ihren Schulabschluss machte Nsibirwa am King’s College Budo in Nsangi.
Nach einer Sekretariatsausbildung arbeitete sie als Sekretärin an der Gayaza High School. Im Jahr 1950 heiratete Nsibirwa William W. Kalema. Er war damals Lehrer am King’s College, wo sie dann Schreibmaschinenunterricht gab und in Teilzeit als Sekretärin arbeitete. Als ihr Ehemann ein Stipendium an der Universität Edinburgh erhielt, absolvierte sie einen einjährigen Kurs in Sozialarbeit an der Newbattle Abbey. Danach graduierte sie ebenfalls an der Universität Edinburgh. Nach ihrer Rückkehr trat sie dem Uganda Council of Women (UCW) bei und wurde dort Mitarbeiterin eines Ausschusses.
Mit der Unabhängigkeit Ugandas im Oktober 1962 wurde William Kalema Arbeits- und Postminister. Rhoda Kalema trat im Jahr zuvor in den Uganda People’s Congress ein. Mit dem Putsch Idi Amins war 1971 ihre politische Tätigkeit beendet. William Kalema verschwand im Januar 1972 spurlos und zählt zu den zahlreichen Opfern des Regimes. Seine Frau war gezwungen, ins Exil zu gehen, und war als Farmerin tätig.
Nach dem Befreiungskrieg von 1979 wurde Rhoda Kalema als einzige und erste Frau in der Parlamentsgeschichte in das Übergangsparlament National Consultative Council (NCC) gewählt. In der kurzlebigen Regierung unter Godfrey Binaisa wurde sie im selben Jahr Kulturministerin. Ein Jahr später gehörte Kalema zu den Gründungsmitgliedern der Partei Uganda Patriotic Movement (UPM). In den Jahren 1979, 1981 und 1983 kam sie dreimal, mehrere Monate auch mit anderen Politikern in Haft.
Von 1989 bis 1999 war Kalema Staatsministerin für den öffentlichen Dienst. Sie vertrat den Distrikt Kiboga im National Resistance Council (NRC) und 1994 in der Konstituierenden Versammlung, die die Verfassung von 1995 erstellte. Diese Wahl gewann sie mit zwei Dritteln der Stimmen gegen acht männliche Mitbewerber.
In den 1990er Jahren zog sich Kalema aus der aktiven Politik zurück, wirkte aber noch weiter als Mentorin für junge Politikerinnen. Zu ihren Mentees, die damals Abgeordnete wurden, gehörte Ruth Nankabirwa, heute “Chief Government Whip” (Parlamentarische Geschäftsführerin) des ugandischen Kabinetts.
Rhoda Kalema hatte drei Töchter und drei Söhne, drei der Kinder verstarben vor ihr. Mit 90 Jahren vollendete Kalema ihre Autobiographie. Ihre 1970 geborene Tochter Gladys Rhoda Kalema-Zikusoka war die erste Tierärztin ihres Landes, die sich für den Schutz der Berggorillas und bedrohte Arten einsetzte. Im Jahr 2010 saß sie in der Jury des Rolex-Preises für Unternehmungsgeist.